# Matouschkova mapa Ještědských a Jizerských hor

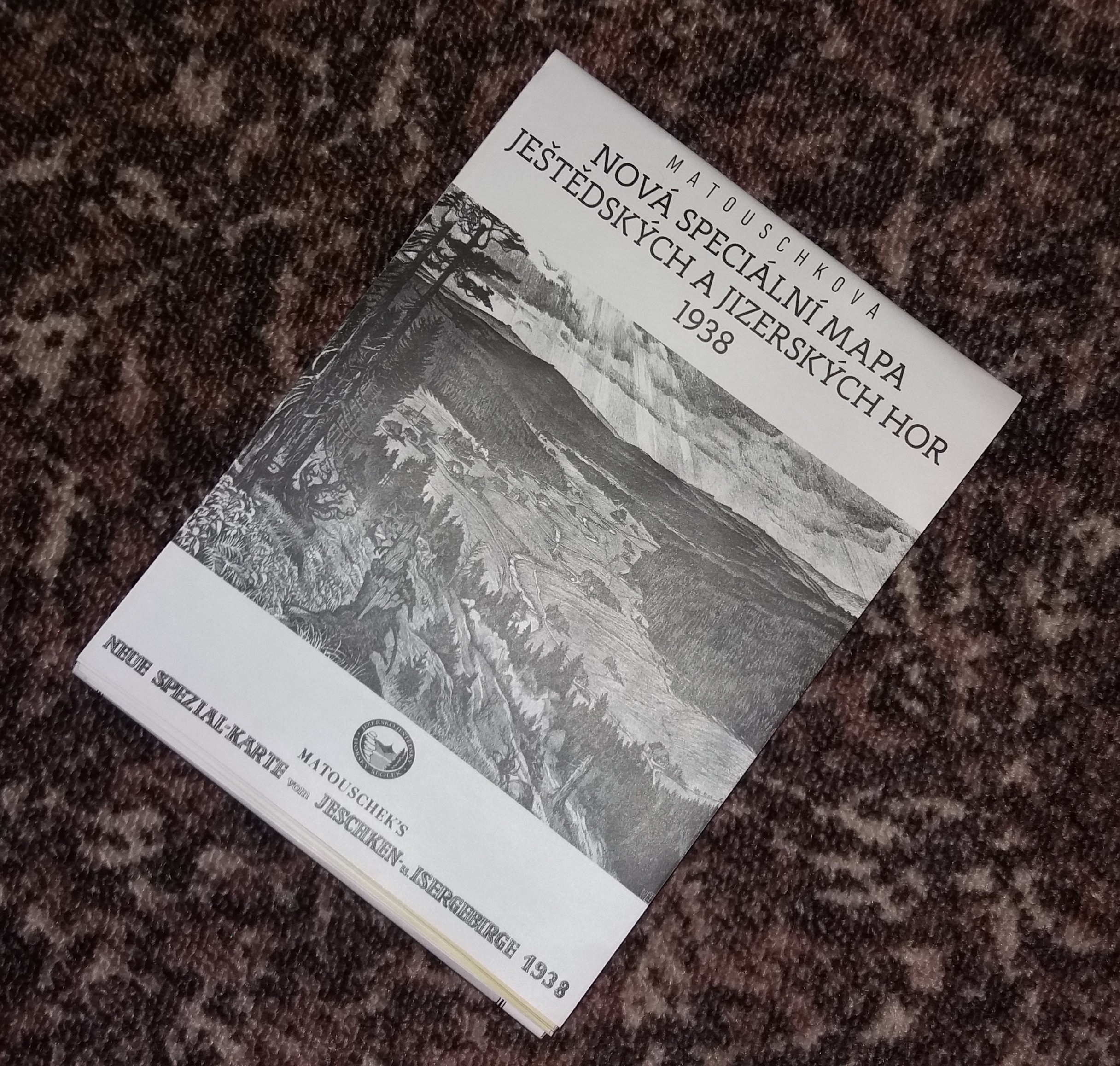
Obal výtisku Matouschkovy mapy z roku 2012

Matouschkova mapa Ještědských a Jizerských hor (v originále Spezial-Karte vom Jeschken- und Isergebirge) je kartografické dílo zpracované Josefem Matouschkem (1867–1945). Zachycuje území mezi Lužickými horami a západními okraji Krkonoš. Podkladem pro tvorbu mapy byla Matouschkovi rakouská vojenská mapa zpracovaná v měřítku 1:25 000. Do ní zakreslil vrstevnice a podrobně pojmenoval vrcholy, průseky, řeky i potoky, cesty, osady, samoty, ale také pomníčky či kříže a další turistické zajímavosti. Zdrojem informací o mapovaném území mu byla sdělení lesníků, dřevařů a také místních občanů. Výsledné dílo v měřítku 1:50 000 vydal roku 1927 Německý horský spolek pro Ještědské a Jizerské hory – na tehdejší dobu – ve velkém nákladu deset tisíc výtisků.
Přesto se náklad rozebral a Josef Matouschek připravoval druhé, opravené a doplněné vydání své mapy. Práci sice dokončil, ale mezitím došlo k německému záboru Sudet a k vydání mapy již nedošlo. Přesto se dochovalo několik neúplných výtisků tohoto mapového díla Matouschek's Neue Spezial-Karte vom Jeschken- u. Isergebirge 1938.
V roce 2012 vydal Jizersko-ještědský horský spolek reprint původní Matouschkovy mapy z roku 1927. K dispozici byla buď na křídovém polokartonu nebo skládaná na mapovém papíře distribuovaná v plastovém obalu.